# Jacek Gutorow

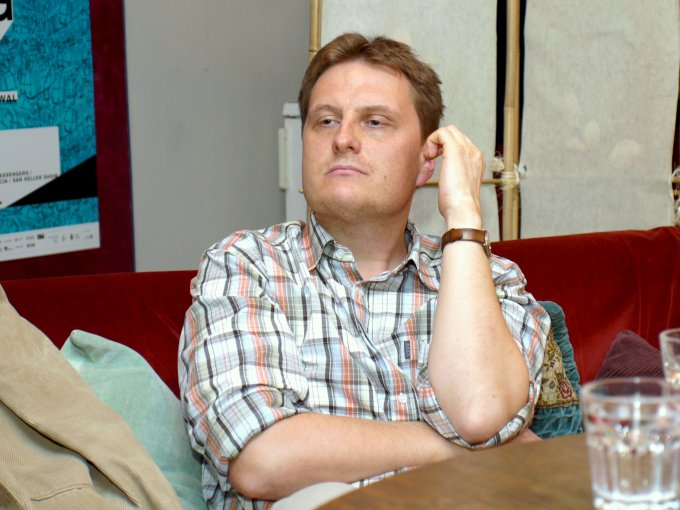
Jacek Gutorow (2007)

Jacek Gutorow (* 12. September 1970 in Grodków) ist ein polnischer Dichter, Literaturhistoriker, Literaturkritiker und Übersetzer.

## Leben
Gutorow besuchte die Grundschule in Chróścina Nyska und von 1985 bis 1990 das Gymnasium in Nysa. Nach dem Abitur studierte er Anglistik an der Universität Opole. 1993 debütierte er als Dichter mit Gedichten, die in der Zeitschrift NaGłos veröffentlicht wurden. 1994 folgte sein Debüt als Literaturkritiker mit dem Essay Zagajewski, der ebenfalls in NaGłos publiziert wurde. 1995 erlangte er den Magister und wurde am Institut für Englische Philologie der Universität Opole angestellt. 1999 promovierte er an der Schlesischen Universität in Katowice mit der Arbeit Auto/biography and Deconstruction. Francis Thompson, de Quincey i W.B. Yeats. Sein Doktorvater war Tadeusz Sławek. Von 2002 bis 2013 war er Leiter der Abteilung für Englischsprachige Literaturen am Institut für Englische Philologie der Universität Opole. 2002 erhielt er ein Stipendium der Stephan-Báthory-Stiftung und verbrachte das Jahr am Trinity College in Oxford. 2008 habilitierte er an der Universität Opole mit der Arbeit Luminous Traversing. Wallace Stevens and the American Sublime. 2010 wurde er als außerordentlicher Professor an die Universität Opole berufen, wo er seit 2013 auch als Chefredakteur der Jahresschrift Explorations. A Journal of Language and Literature tätig ist.
Er lebt in Opole.

## Publikationen

### Dichtung
- Wiersze pod nieobecność (1990–1997), 1997
- Aurora, 2001
- X, 2001
- Linia życia, 2006
- Inne tempo, 2008
- Nad brzegiem rzeki. (1990–2010), 2010
- The folding star and other poems, 2012
- Kartki, 2015
- Rok bez chmur, 2016

### Essays
- Na kresach człowieka. Sześć esejów o dekonstrukcji., 2001
- Niepodległość głosu. Szkice o poezji polskiej po 1968 roku, 2003
- Luminous traversing. Wallace Stevens and the American sublime, 2007
- Urwany ślad. O wierszach Wirpszy, Karpowicza, Różewicza i Sosnowskiego, 2007
- Księga zakładek, 2011
- Życie w rozproszonym świetle, 2016

## Übersetzungen
- Simon Armitage: Nocna zmiana i inne wiersze, 2003
- Ron Padgett: Nigdy nie wiadomo, 2008
- Wallace Stevens: Żółte popołudnie, 2008
- Mark Ford: Chwila nieuwagi, 2014
- Andrzej Busza: Atol, 2016
- David Jones, Geoffrey Hill, Charles Tomlinson: Wygnani z raju, 2016

## Auszeichnungen und Nominierungen (Auswahl)
- 2009: Nominierung für den Nike-Literaturpreis für Inne tempo
- 2009: Nominierung für den Literaturpreis Gdynia für Inne tempo